# Doxocopa laure
Espèce
Synonymes
- Chlorippe laure Godman & Salvin, [1884][1]
- Papilio laure Drury, [1773]

Doxocopa laure est une espèce de papillons de la famille des Nymphalidae, à la sous-famille des Apaturinae et au genre Doxocopa.

## Systématique
L'espèce Doxocopa laure a été décrite par Dru Drury en 1773.

## Noms vernaculaires
Doxocopa laure se nomme Laure ou Silver Emperor en anglais.

## Liste des sous-espèces

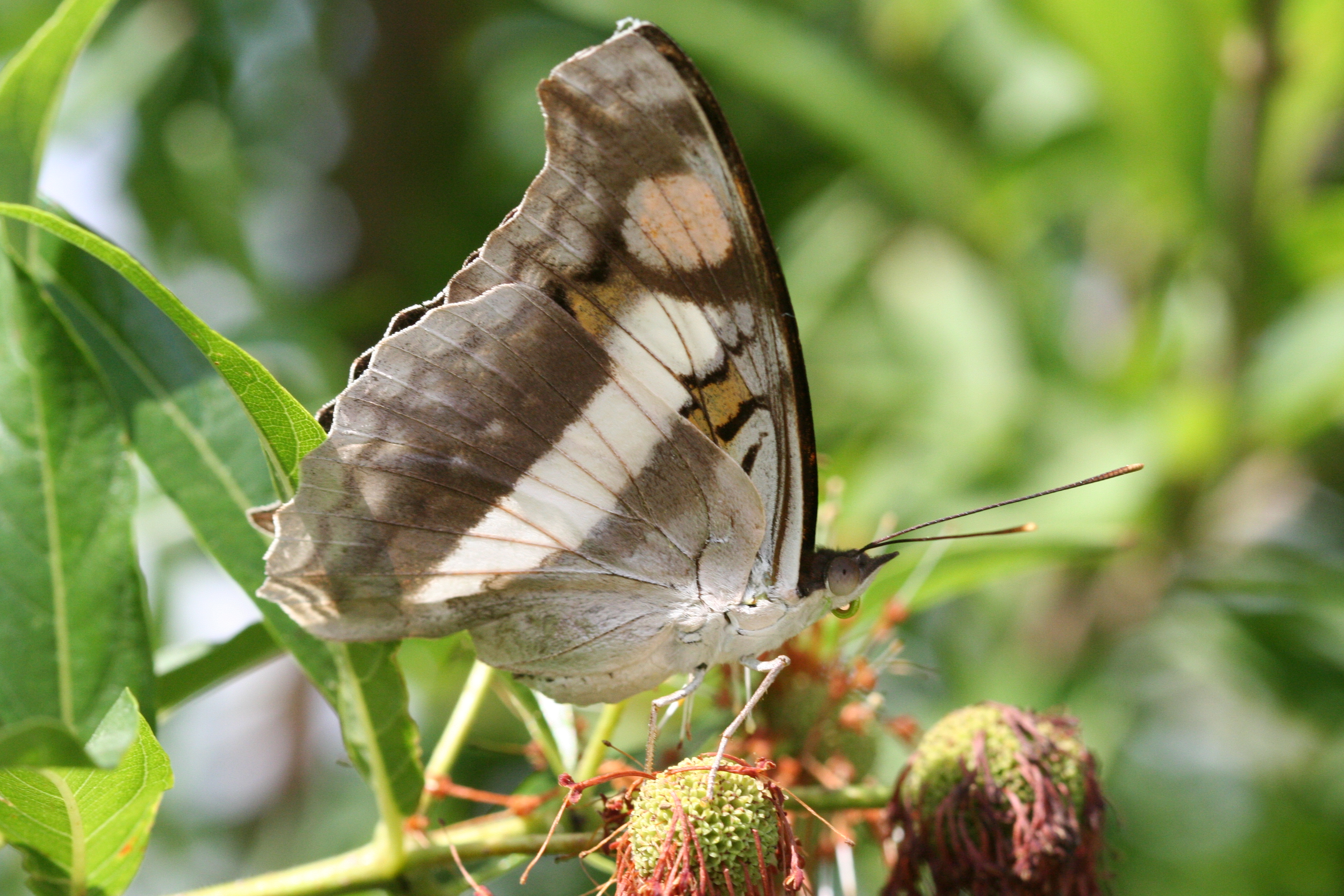
Revers d'une femelle.

- Doxocopa laure laure ; Mexique, Honduras et Guatemala
- Doxocopa laure druryi(Hübner, [1825]) ; Cuba
- Doxocopa laure laura (Hübner, [1823]) ; Jamaïque
- Doxocopa laure griseldis (C. & R. Felder, 1862) ; Pérou
- Doxocopa laure laurona (Schaus, 1902) ; Brésil
- Doxocopa laure mima (Fruhstorfer, 1907) ; Colombie et Trinité-et-Tobago[1]

## Description
C'est un très grand papillon aux ailes allongées formant un grand triangle, de couleurs marron irisée de bleu et barré d'une bande blanche et jaune dans sa partie antérieure.
Le revers est argenté.

## Biologie
Il vole toute l'année dans sa zone de résidence tropicale, de juillet à décembre au Sud du Texas.

### Plantes hôtes
Les plantes hôtes sont des Celtis dont Celtis pallida.

## Écologie et distribution
Il est présent depuis la frontière entre les États-Unis et le Mexique, au Texas, au Mexique, au Honduras, au Guatemala, au Costa Rica, au Panama, au Guatemala, au Nicaragua, en Colombie et au Pérou, et en isolats à Trinité-et-Tobago, à Cuba, à la Jamaïque et au Brésil.

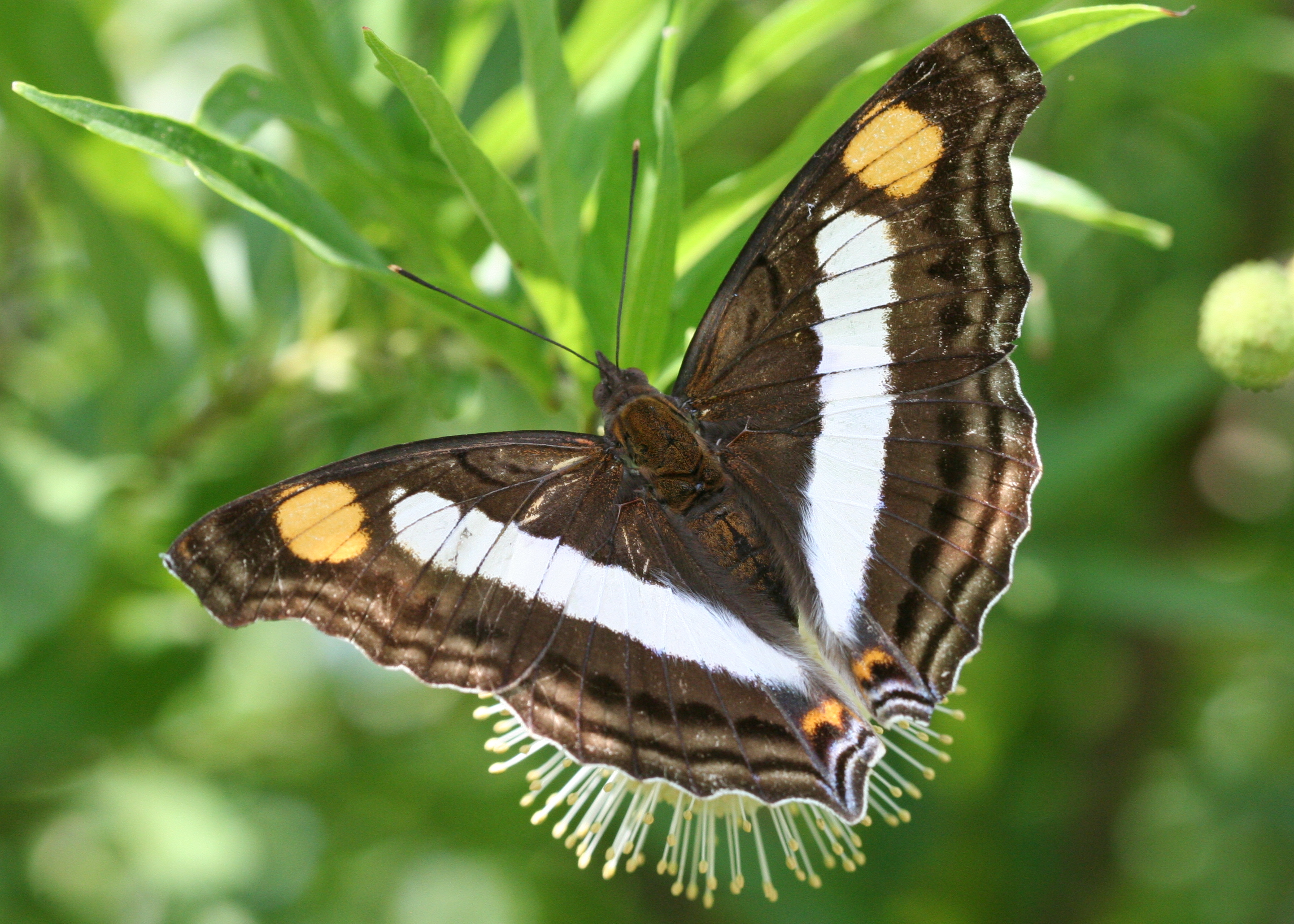
Doxocopa laure femelle.

### Biotope
Son habitat est la forêt tropicale.

## Liens taxonomiques
- (en) Tree of Life Web Project : Doxocopa laure
- (en) Catalogue of Life : Doxocopa laure Drury 1773
- (en) NCBI : Doxocopa laure (taxons inclus)